# Albrecht III Askańczyk
Albrecht III (ur. ok. 1375–1380, zm. 12 listopada 1422 w Wittenberdze) – ostatni książę Saksonii i elektor Rzeszy (od 1419) z dynastii askańskiej.
Był młodszym synem księcia–elektora saskiego Wacława. Objął tron saski w 1419 po śmierci swego starszego brata Rudolfa III. Księstwo było wówczas wyniszczone wskutek długich wojen, pusty skarbiec spowodował dość oszczędny tryb życia księcia, co dało mu przydomek "Ubogi". Pragnąc zwiększyć dochody skarbu książęcego wywołał konflikt z mieszczanami Wittenbergi, który rozstrzygnął dopiero arbitraż szwagra Albrechta, margrabiego brandenburskiego Fryderyka I. Zmarł wskutek pożaru, jaki wybuchł w gospodarstwie, w którym nocował podczas polowania.
Był żonaty od 1420 z Eufemią (zm. 1444), córką księcia oleśnickiego Konrada III. Małżeństwo było bezpotomne. Księstwo saskie objął po śmierci Albrechta Fryderyk I Kłótnik z dynastii Wettinów.